# نيت إدواردز
نيت إدواردز (بالإنجليزية: Nate Edwards)‏ هو عالم حاسوب أمريكي، ولد في 24 أغسطس 1922، وتوفي في 26 مايو 2016.